# Dmitrij Chwostow (koszykarz)
Dmitrij Grigorjewicz Chwostow (ros. Дми́трий Григорьевич Хвосто́в; ur. 21 sierpnia 1989) – rosyjski koszykarz występujący na pozycji rozgrywającego, olimpijczyk, obecnie zawodnik klubu BC Niżny Nowogród.
W 2012 roku zdobył brązowy medal Igrzysk Olimpijskich.
16 lipca 2021 zawarł po raz kolejny w karierze umowę z klubem BC Niżny Nowogród.

## Osiągnięcia
Stan na 20 lipca 2021, na podstawie, o ile nie zaznaczono inaczej.
Drużynowe
- Mistrz Eurocup (2012)
- Wicemistrz:
  - Eurocup (2018)
  - Rosji (2012, 2013, 2014)
  - VTB/Rosji (2014)
- Brązowa medalista mistrzostw Rosji (2008)
- Zdobywca pucharu Rosji (2018)
- 4. miejsce w lidze VTB (2015, 2017, 2021)

Indywidualne
- Najlepszy młody zawodnik rosyjski (2009)
- Uczestnik meczu gwiazd VTB (2017[6], 2018[7], 2019[8], 2020[9])

Reprezentacja
- Mistrz uniwersjady (2013)
- Wicemistrz Europy U–16 (2004)
- Brązowy medalista:
  - olimpijski (2012)
  - mistrzostw Europy (2011)
- Uczestnik:
  - mistrzostw świata (2010 – 7. miejsce)
  - Eurobasketu:
    - 2011, 2013 – 21. miejsce, 2015 – 17. miejsce, 2017 – 4. miejsce
    - U–20 (2008 – 9. miejsce, 2009 –  9. miejsce)
    - U–18 (2006 – 9. miejsce, 2007 – 10. miejsce)
    - U–16 (2004, 2005 – 6. miejsce)
- Zwycięzca kwalifikacji olimpijskich (2012)
- Lider Eurobasketu U–20 w asystach (2009)